# Radwanów (potok)
Radwanów (czes. Radvanov) – potok w Beskidzie Śląskim, w czeskiej części Pasma Czantorii, prawobrzeżny dopływ Olzy. Długość ok. 6,4 km.

## Charakterystyka
Źródła na północno-zachodnich zboczach Kyrkawicy, na wysokości ok. 900 m n.p.m. Spływa głęboką, zalesioną doliną, początkowo w kierunku północno-zachodnim i zachodnim, później w kierunku południowo-zachodnim. Uchodzi do Olzy na wysokości ok. 375 m n.p.m., tuż poniżej centrum Jabłonkowa i ujścia do niej Łomnej. W dolnej części doliny potoku rozłożyły się zabudowania osiedla Radwanów (czes. Radvanov), należącego do Jabłonkowa. Górna część doliny niezamieszkana.

## Szlaki turystyczne
Doliną Radwanowa w najniższej części, a następnie doliną jego największego dopływu (lewobrzeżnego, zwanego Glembiec), biegnie niebiesko  znakowany szlak turystyczny z Nawsia przez Jabłonków pod szczyt Kyrkawicy w grzbiecie granicznym, natomiast w jej środkowej części zaczyna się żółto  znakowany szlak prowadzący przez osadę Zimny pod Wielki Stożek w tym samym grzbiecie,.